# UWC México 7
UWC México 7: Evolution fue un evento de artes marciales mixtas producido por Ultimate Warrior Challenge México, que se llevó a cabo el 26 de junio de 2010 en el Auditorio Fausto Gutiérrez Moreno de Tijuana, Baja California, México.